# Sciophila pseudoflexuosa
Sciophila pseudoflexuosa är en tvåvingeart som beskrevs av Olavi Kurina 1991. Sciophila pseudoflexuosa ingår i släktet Sciophila och familjen svampmyggor.
Artens utbredningsområde är Estland. Arten har ej påträffats i Sverige. Inga underarter finns listade i Catalogue of Life.